# Квадратный двор Лувра
Квадратный двор Лувра (фр. Cour Carrée du Louvre) — один из внутренних дворов Луврского дворца. Застраивался поэтапно, по мере развития дворца.

## История двора

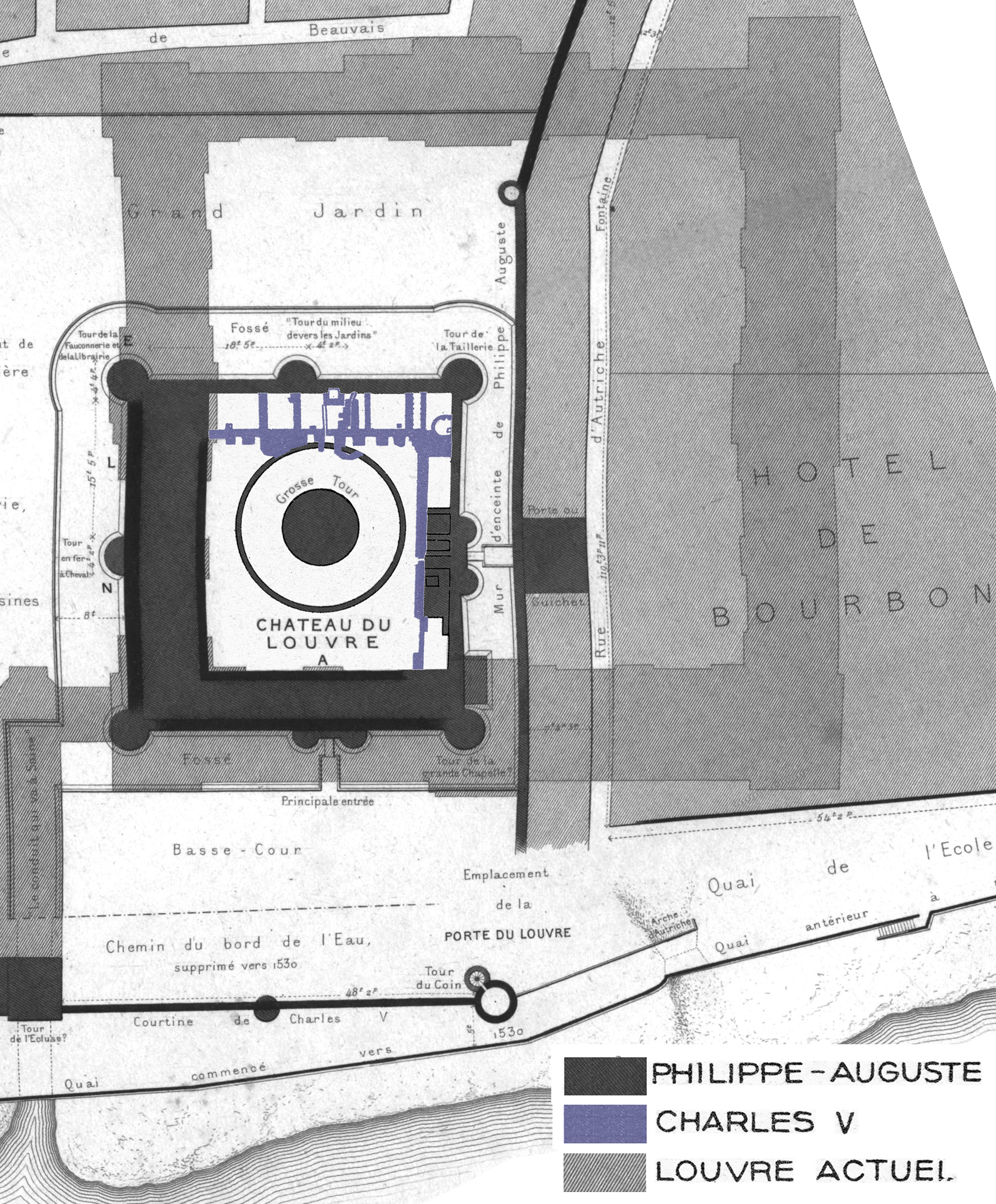
План с изображением Луврского дворца и Квадратного двора

В 1190—1215 годах Филипп Август построил вокруг Парижа крепостную стену, при помощи которой собирался защитить столицу от англичан. Чтобы укрепить западную сторону стены, был построен Лувр — крепость с четырьмя высокими стенами, защищёнными затопленными рвами, башнями и донжоном.
Ко времени правления Карла V (1364—1380) население Парижа выросло до такой степени, что город простирался далеко за пределы стены Филиппа Августа. Король приказал построить крепостную стену, защищающую эти новые районы, и Лувр оказался внутри этой стены. С этого момента Лувр практически не используется в качестве военной крепости. Карл V преобразовал замок, чтобы сделать его более удобным для жизни — было прорублено множество окон, добавлены дымоходы, вокруг дворца разбиты сады.
Вернувшись в Париж после двухлетнего плена в Италии и Испании (после поражения при Павии в 1525 году), король Франциск I решил перестроить Лувр из старого замка во дворец, подобный тем, которые видел во время своего плена. Уже в 1528 году сносят Большую башню (фр. la Grosse Tour) — донжон, занимавший большую часть замкового двора. В 1546 году Франциск I поручил архитектору Пьеру Леско и скульптору Жану Гужону работы по перестройке Лувра. Проект перестройки продолжил сын Франциска, король Генрих II (1547—1559). Западная стена старого Лувра полностью разрушена и перестроена в стиле Возрождения (декабрь 1546 — март 1549), сейчас это крыло Леско Лувра. В новом дворце устроили Зал Кариатид — зал для вечеринок и балов. Именно в этом зале прошла женитьба Генриха IV, здесь же Генрих IV был похоронен, в этом же зале состоялся первый показ пьесы Мольера Людовику XIV (16 октября 1658 года).

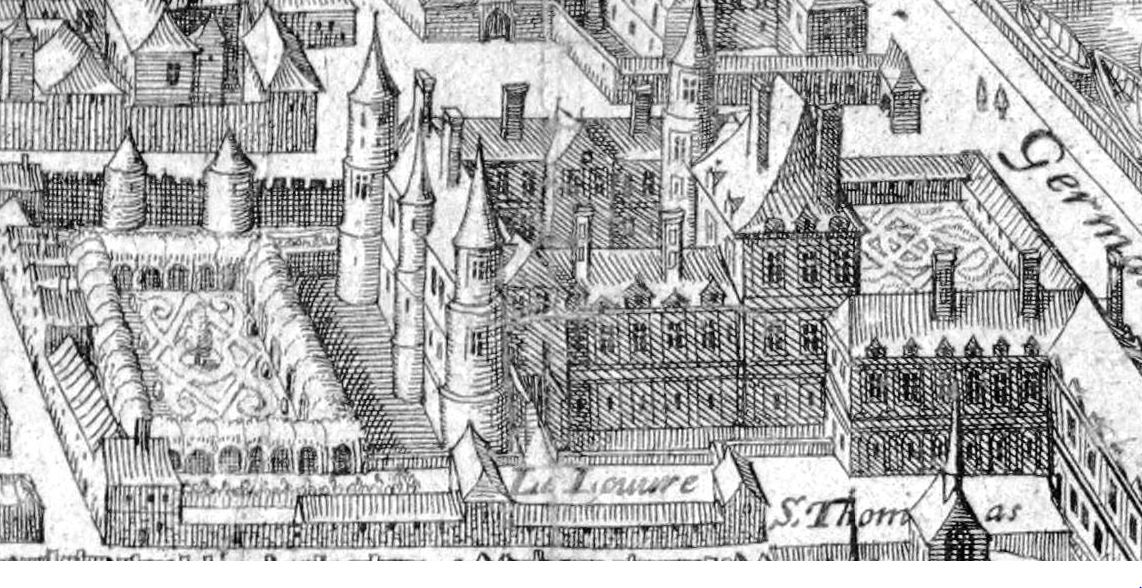
Замок Лувр на плане 1615 года с двумя ещё средневековыми стенами и двумя стенами эпохи Возрождения

Затем Генрих II перестраивает южную стену замка (1553—1556 годы). В это время Лувр представляет собой очень неоднородное строение: две новые стены в стиле французского Ренессанса, тогда как две другие остаются стенами средневековой крепости.
Королева Екатерина Медичи практически не перестраивала Лувр, занимаясь строительством дворца Тюильри. Генрих IV построил галерею, соединяющую эти два дворца (ныне Большая галерея Лувра). Одновременно появляется проект увеличить вчетверо размер двора Луврского замка за счёт расширения уже построенных зданий.

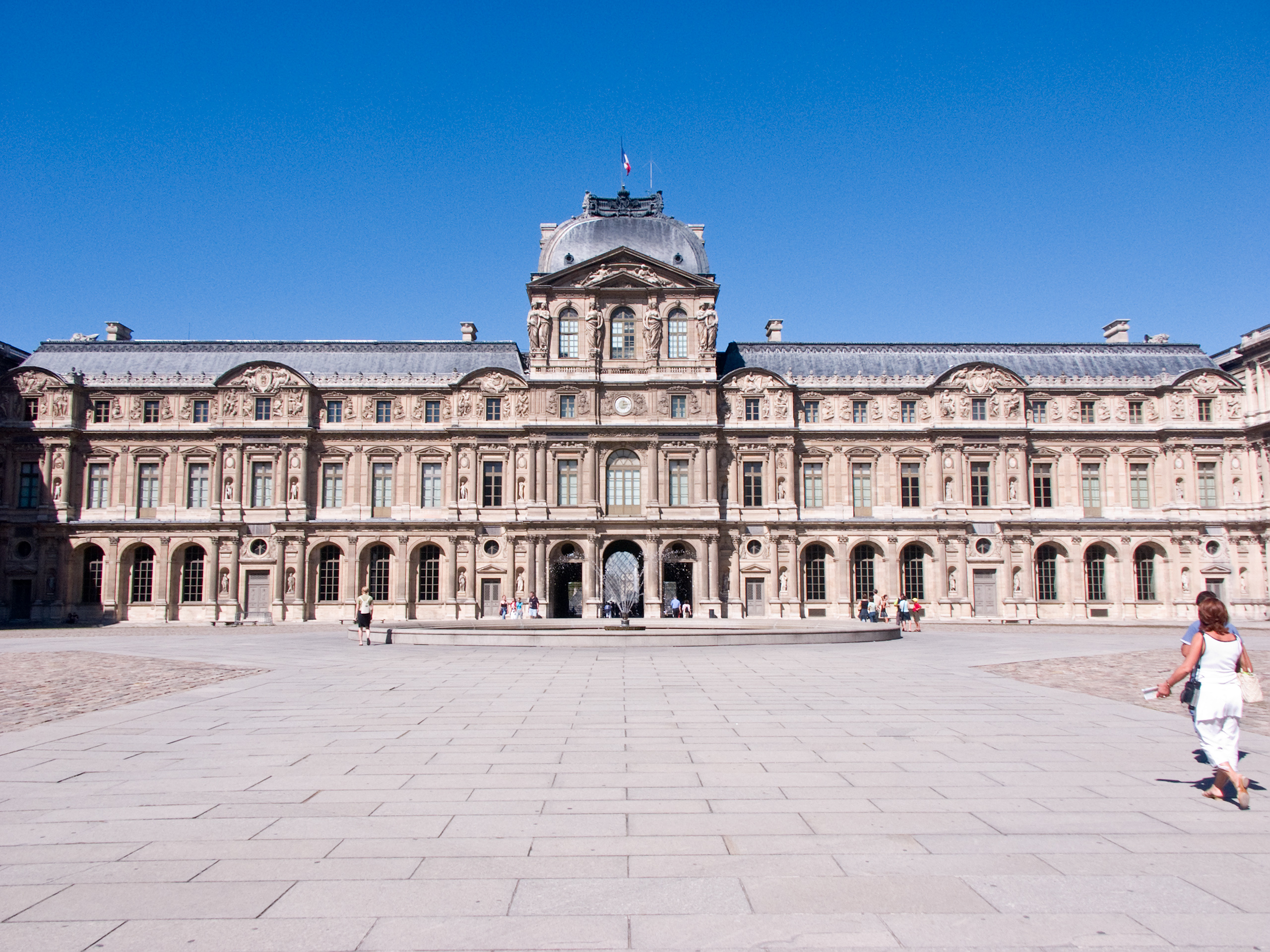
Западная сторона Квадратного Двора с крылом Леско, Павильоном часов и крылом Лемерсье

Северную стену замка разрушают при Людовике XIII (1624 год). Поскольку крыло Леско было построено для внутреннего двора размером со старый замок, архитектор Жак Лемерсье предложил продублировать это крыло на севере — ныне это крыло Лемерсье (1636 год). Между двумя крыльями дворца построили Павильон часов (фр. Pavillon de l'Horloge), верхний ярус которого украшен статуями кариатид (скульптор Жак Саразен).
При Людовике XIV сносят и восточную стену старой крепости (архитектор Луи Лево). Северную и восточную стены просто сровняли с землёй, а рвы засыпали, не разбирая фундамента. В 1866 году основания этих стен были раскопаны, а во время проекта Большого Лувра на месте фундамента были открыты новые залы музея (ныне часть Департамента Истории Лувра).
Людовик XIV продлил южное крыло, удвоив его длину, а также построил северное крыло. Таким образом, к этому времени были построены три стороны нынешнего Квадратного Двора. Оставалось построить восточное крыло, обращённое к городу. Там предполагалось сделать новый главный вход в Лувр. По результатам проведённого Кольбером конкурса, король принимает решение о строительстве колоннады Лувра архитекторами Клодом Перро и Луи Лево (1665 год). Строительство сильно затянулась, поскольку нужно было выкупить землю перед будущей колоннадой (король не имел права экспроприации). Кроме того, с 1674 года Людовик XIV отдавал явное предпочтение проекту Версальского дворца.
Людовик XIV также решил удвоить ширину южного крыла (начало 1670 года, но строительство завершено век спустя). Поэтому на нынешнем плане музея видны два ряда залов: со стороны двора так называемые залы музея Карла X, со стороны Сены — залы галереи Кампана.
После переезда двора в Версаль в недостроенных помещениях Лувра размещались художники. Во внутренних дворах дворца появляются разные постройки.
После Французской Революции Людовик XVIII восстанавливает Лувр. Его монограмма (две зеркально отражённые буквы L) видна на трёх внешних фасадах Квадратного двора (в том числе на колоннаде).

Этапы трансформации Квадратного двора Лувра:
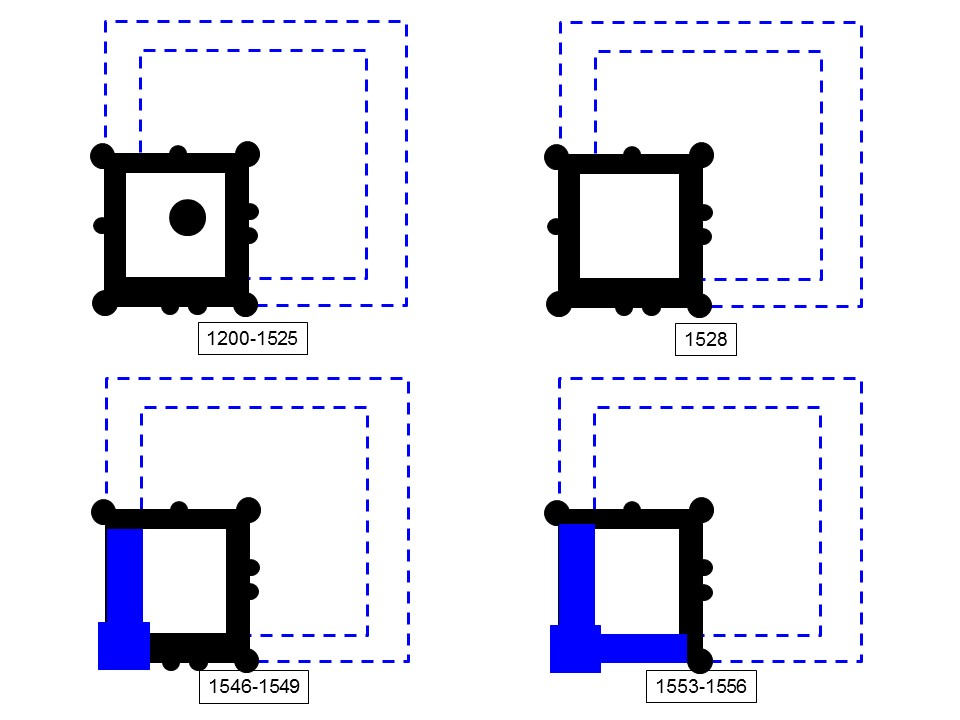
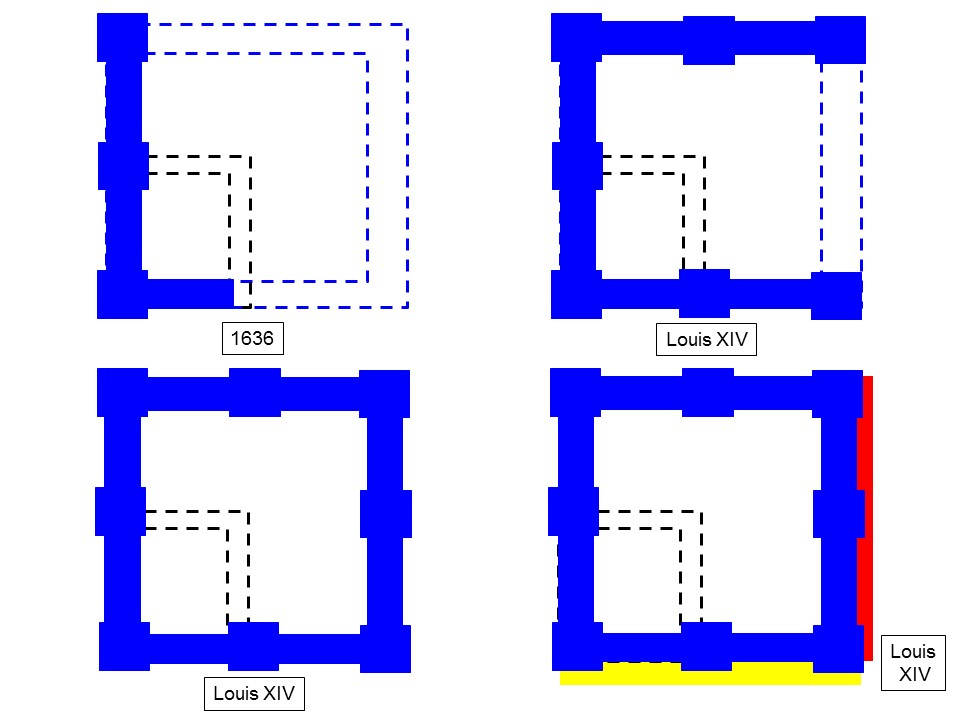

## Описание

План Квадратного двора

Здания, обрамляющие двор, образуют квадрат со стороной около 160 метров. Здания подразделяют на 8 крыльев, разделённых между ними восемью павильонами:
- павильон Бове (фр. le pavillon de Beauvais)
- павильон Маренго (фр. le pavillon de Marengo)
- северо-восточный павильон

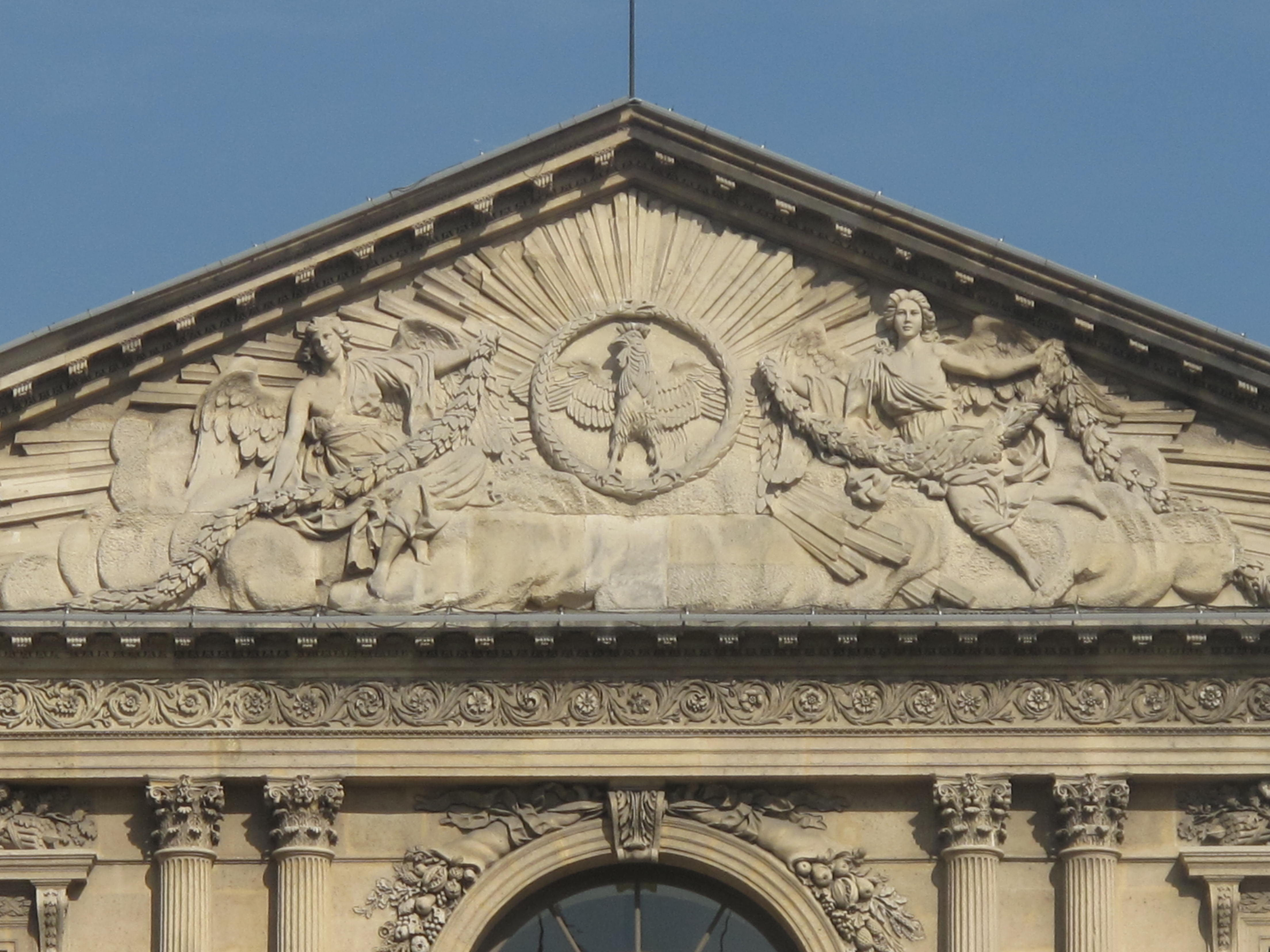
Фронтон центрального павильона восточного крыла. В центре — символ Французской Республики — петух

- павильон Сен-Жермен-л’Оксеруа (фр. le pavillon Saint-Germain-l'Auxerrois), снаружи граничит с колоннадой Лувра
- юго-восточный павильон
- павильон искусств (фр. le pavillon des Arts)
- королевский павильон (фр. le pavillon du Roi)
- крыло Леско (фр. l’aile Lescot), построенное в 1546—1558 годах
- павильон Сюлли (фр. le pavillon Sully), он же Часовой павильон (фр. le pavillon de l’Horloge)
- крыло Лемерсье (фр. l’aile Lemercier), построенное в 1639 году

В центре Квадратного двора находится фонтан.
Несмотря на то, что здания вокруг Квадратного двора строились в течение 250 лет, они выглядят очень однородно. На нулевом и первом этажах чередуются окна, барельефы и статуи в нишах. Принимавшие участие в строительстве Лувра короли Франции оставили свои вензели на построенных ими зданиях. Вокруг Квадратного двора можно найти вензели Генриха II, Карла IX, Генриха IV, Людовика XIII и Людовика XIV.
Аналогично, Французская республика оставила свой символ — петуха — на фронтоне центрального павильона восточного крыла.

## Пример скульптур

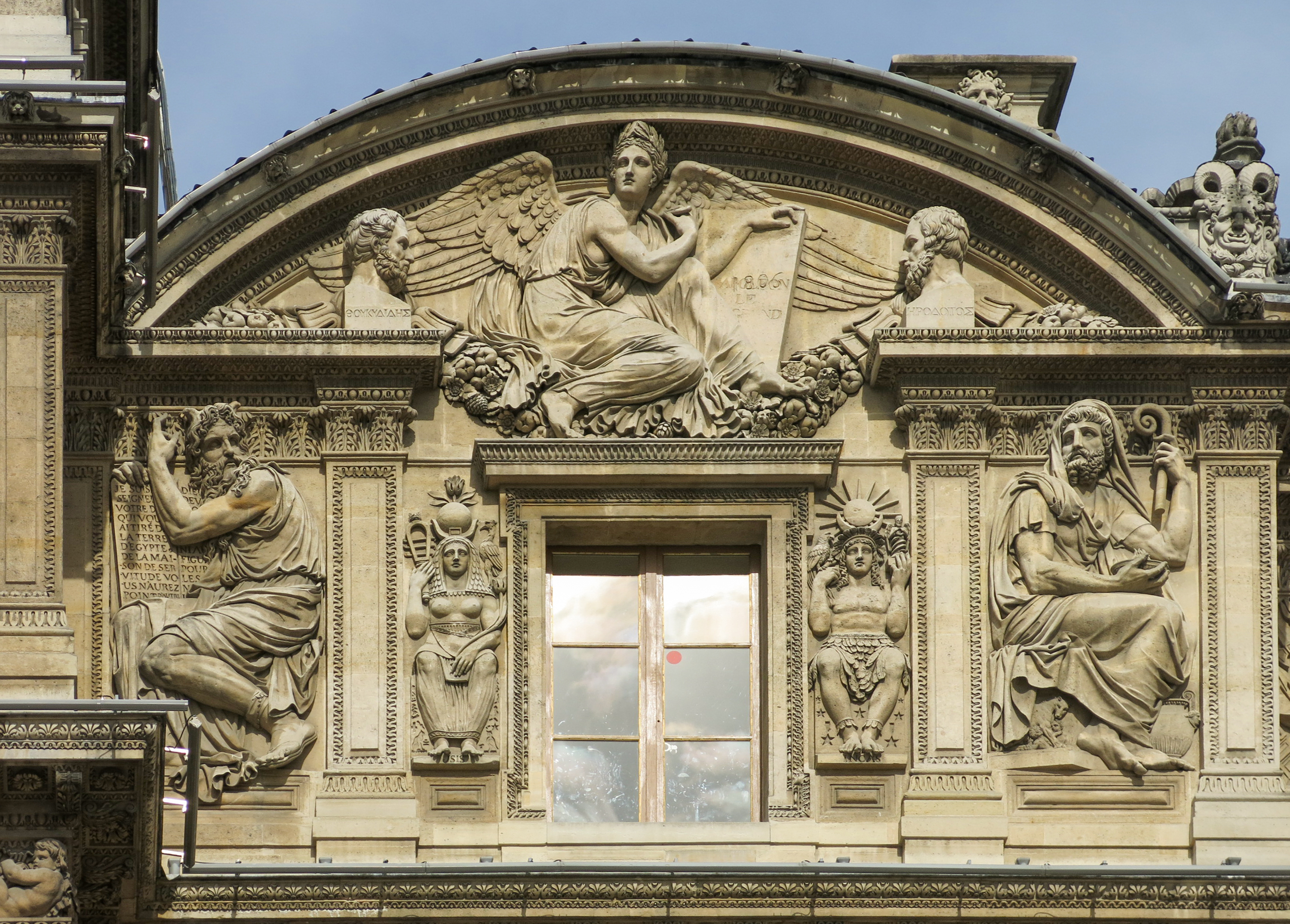

Все рельефы и статуи Квадратного двора изображают либо аллегории, либо конкретных персонажей.
На иллюстрации справа — первое окно слева на втором этаже крыла Лемерсье, находящегося напротив Часового павильона. Над окном изображена аллегория Закона. Чуть ниже, на уровне окна, слева направо изображены: Моисей со скрижалями закона, египетская богиня Исида с систром, император инков Манко Капак с Солнцем (он считал себя сыном Солнца), Нума Помпилий, второй царь Рима.